# 雅耀
雅耀（日语：／，4月30日—），現寶塚歌劇團月組男役。出生於茨城縣筑波市，畢業於茗溪学園中學校。身高172公分，暱稱。

## 簡介
- 2022年，進入寶塚歌劇團，108期生[4]；同期生有茉莉那ふみ(現星組娘役)、星沢ありさ(現雪組娘役)、美渦せいか(現月組娘役)[4]。初次登台表演是星組公演『めぐり会いは再び next generation-真夜中の依頼人（ミッドナイト・ガールフレンド）-(再次相逢next generation－深夜中的委託人～，改編皮耶·德·馬里沃原作劇本「愛情與偶然狂想曲」)』[4][5][6][7]，之後被分到月組[8][9]。
- 2024年，第一次擔任新人公演主角，劇目是『Eternal Voice 消え残る想い(Eternal Voice～残存的思念)』[10][11][12]，翌年7月，『GUYS AND DOLLS(紅男綠女，改編自同名百老匯音樂劇)』新人公演再次擔任主角。

## 寶塚歌劇團時期

### 初舞台
- 2022年4月 寶塚大劇場星組公演『めぐり会いは再び next generation-真夜中の依頼人（ミッドナイト・ガールフレンド）-(再次相逢next generation－深夜中的委託人～，改編皮耶·德·馬里沃原作劇本「愛情與偶然狂想曲」)』[13]。

### 月組時期
- 2022年7-10月 『グレート・ギャツビー(大亨小傳，改編自費茲傑羅原作小說)』[14]
- 2022年11-12月 『ブラック・ジャック 危険な賭け(怪醫黑傑克：危險賭注)』『FULL SWING!』[4][15]※全國巡迴公演
- 2023年2-4月 『応天の門(應天之門，改編自灰原藥原作漫畫)』新人公演 飾演:源融(正式公演:蘭尚樹)『Deep Sea-海神たちのカルナバル-(Deep Sea ─海神們的嘉年華會─)』[16]
- 2023年6月 東急シアターオーブ(東急劇場Orb)『DEATH TAKES A HOLIDAY(死神假期)』[17]
- 2023年8-9月 寶塚大劇場『フリューゲル-君がくれた翼-(Flügel─你給予我的翅膀─)』新人公演 飾演:ルイス・ヴァグナー(路易斯・瓦格納)(正式公演:風間柚乃)『万華鏡百景色（ばんかきょうひゃくげしき）(萬花筒百景色)』[18][19]
- 2023年10-11月 東京寶塚劇場『フリューゲル-君がくれた翼-(Flügel─你給予我的翅膀─)』『万華鏡百景色（ばんかきょうひゃくげしき）(萬花筒百景色)』[19][20]※東京寶塚劇場新人公演取消
- 2024年1月 梅田藝術劇場『G.O.A.T』[21]※月城かなと個人演唱會
- 2024年3-5月 寶塚大劇場 『Eternal Voice 消え残る想い(Eternal Voice～残存的思念)』『Grande TAKARAZUKA 110!』[22][23]※寶塚大劇場新人公演取消
- 2024年6-7月 東京寶塚劇場『Eternal Voice 消え残る想い(Eternal Voice～残存的思念)』新人公演 飾演:ユリウス(尤里烏斯)(正式公演:月城かなと)『Grande TAKARAZUKA 110!』[10][11][23]＊第一次擔任新人公演主角
- 2024年8-9月 プレイハウス(東京藝術劇場Playhouse)、寶塚Bow Hall『BLUFF（ブラフ）(BLUFF-復仇計畫)』飾演:アヴェリー(艾弗里)[24]
- 2024年11月-2025年3月 『ゴールデン・リバティ(黃金自由)』飾演:デニス(丹尼斯) 新人公演 飾演:フランク・モートン(法蘭克·莫頓)(正式公演:夢奈瑠音)『PHOENIX RISING（フェニックス・ライジング）(鳳凰涅槃)』[25]
- 2025年5月 寶塚Bow Hall『Twinkle Moon』(月光照耀)[26]
- 2025年7-11月 『GUYS AND DOLLS(紅男綠女，改編自同名百老匯音樂劇)』飾演:ギャンブラー(賭徒) 新人公演 飾演:スカイ・マスターソン(史蓋·馬斯特森)(正式公演:鳳月杏)＊擔任新人公演主角[27]

## 外部連結
- 寶塚官網雅耀簡介（页面存档备份，存于）
- 東京都會電視台網站雅耀簡介宝塚カフェブレイク登場人物雅耀，存档于Archive.today（存檔日期 20250422）